# Gralha-de-crista-negra
Gaio-de-veludo ou gralha-picaça (Cyanocorax chrysops), também conhecida por acaé, cancã, graia, gralha, gralha-de-crista-negra ou gralha-do-mato é uma ave da família dos corvídeos. Encontra-se em estado pouco preocupante, de acordo com a União Internacional para a Conservação da Natureza.